# Станфийлд (град, Орегон)
Станфийлд (на английски: Stanfield) е град в окръг Юматила, щата Орегон, САЩ. Станфийлд е с население от 1979 жители (2000) и обща площ от 3,7 km². Намира се на 180,4 m надморска височина. ЗИП кодът му е 97875, а телефонният му код е 541.